# Nalle Puh
Nalle Puh (engelska: Winnie-the-Pooh), är en litterär figur som är huvudperson i A.A. Milnes böcker om de olika djuren i Sjumilaskogen. Milne baserade sagorna på sonen Christopher Robins tygdjur och hittade på sagor om dessa, och lät även sonen bli en figur i sagorna. Christopher Robins tygbjörn var uppkallad efter en svartbjörn vid namn Winnipeg som far och son brukade besöka på zoo.

## Karaktär

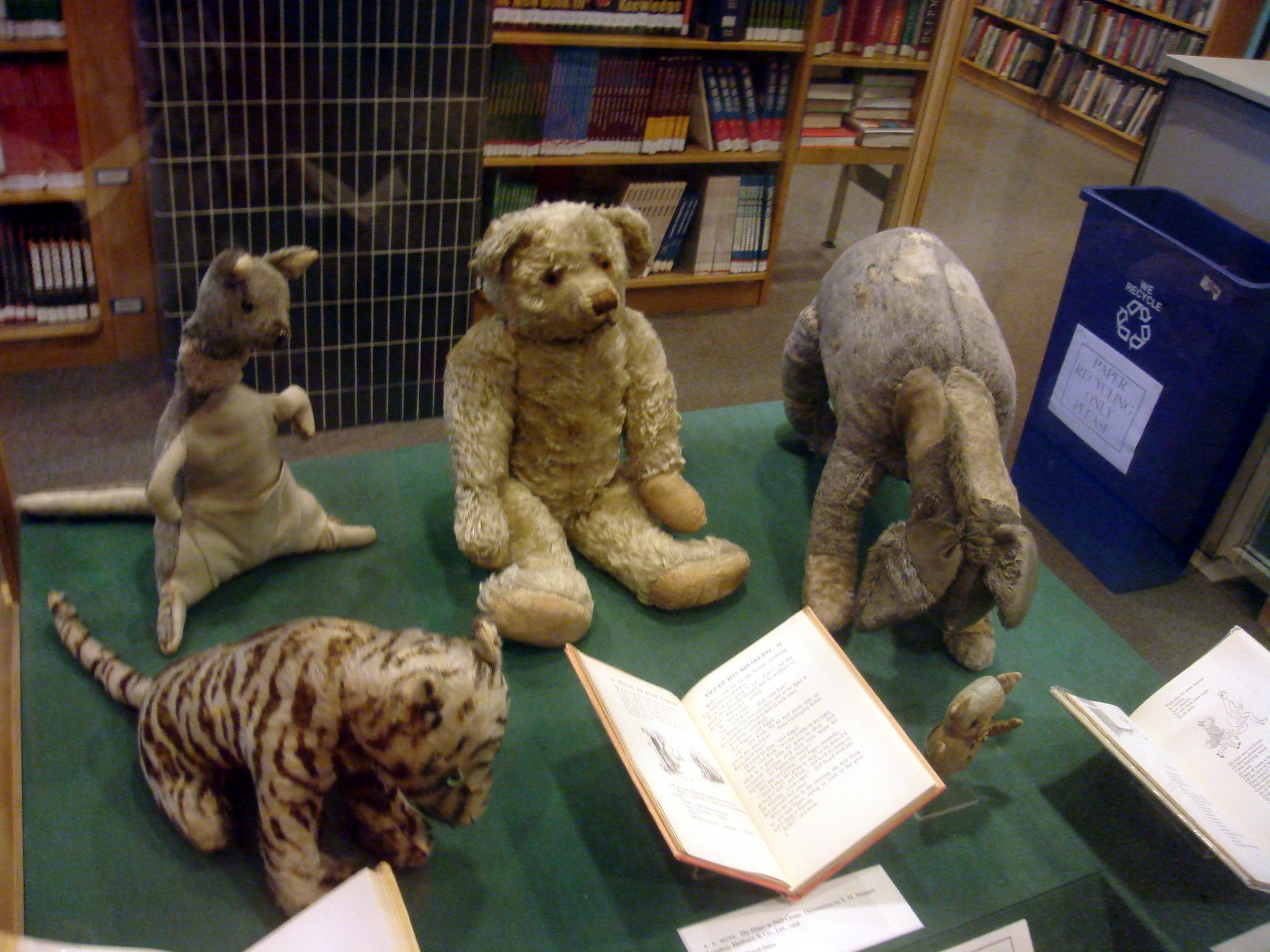
Den ursprunglige Nalle Puh med vänner. Bakre raden: Kängu, Puh och I-or. Främre raden: Tiger och Nasse.

Nalle Puh är en snäll, men ointelligent, tygbjörn som älskar honung, som han stavar "håning" (engelska: hunny). Andra figurer i Sjumilaskogen är Nasse, Uggla, I-or, Kanin, Tiger, Kängu och Ru. De senare är känguruer, mamma respektive barn. Ru anses som nyfiken, rolig och älskvärd. Mamma Kängu måste ofta förmana honom att gå och lägga sig i rätt tid och att varje dag äta sin stärkande medicin.

## Historik

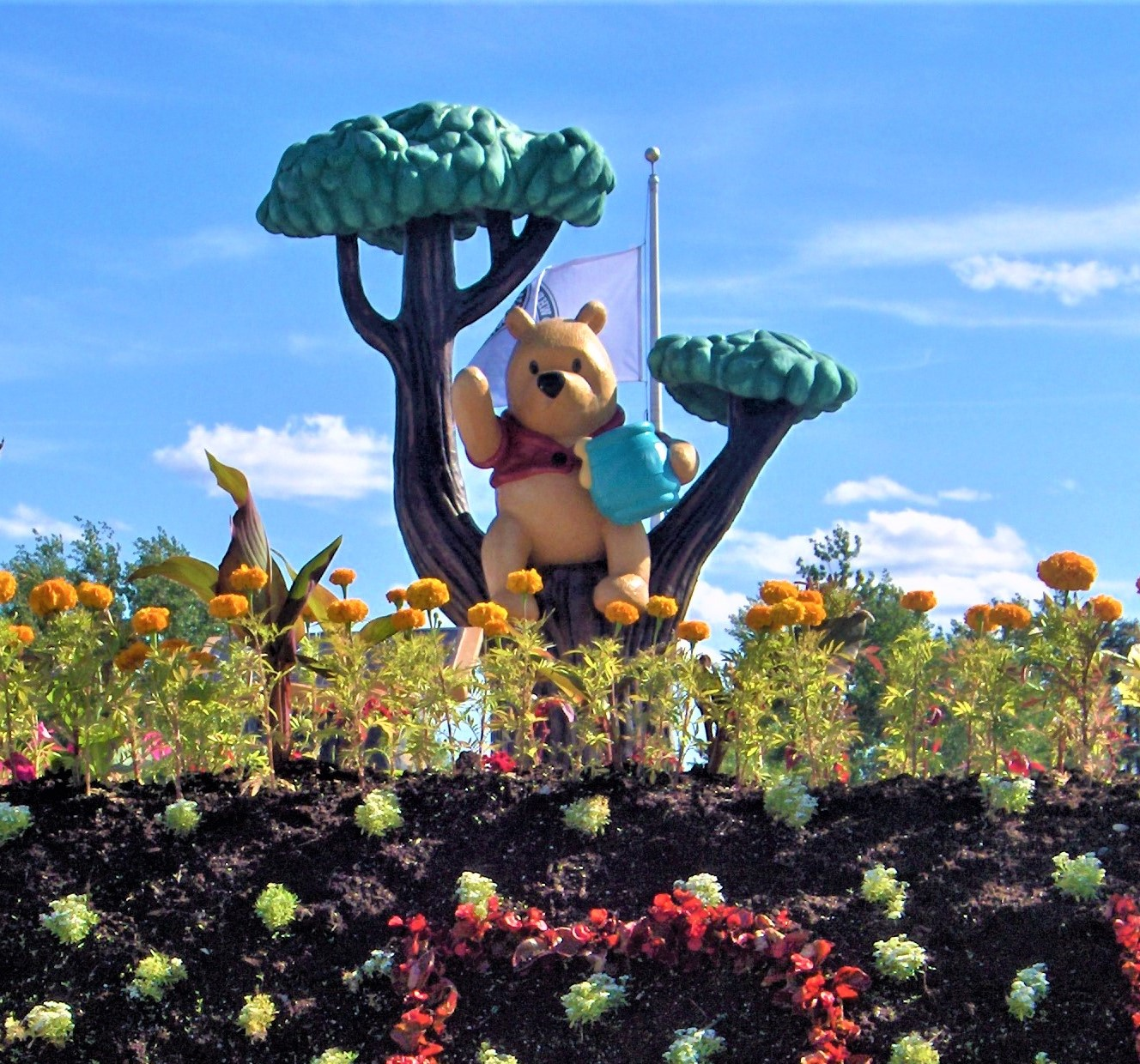
Nalle Puh - White River, Ontario

Den första boken om Nalle Puh publicerades 1926 och illustrerades av Ernest H. Shepard och har sålts i över 20 miljoner exemplar. Rättigheterna såldes på 1960-talet till Walt Disney Productions (för Disneys version av Nalle Puh, se Nalle Puh (Disney)). Den 1 januari 2022 upphörde den amerikanska upphovsrätten att gälla för boken Winnie-the-Pooh, 95 år efter att den först publicerades.
I Disneys filmatiseringar har Nalle Puhs röst dubbats på svenska av Tor Isedal, Olli Markenros, Guy de la Berg och Jan Jönson.
I original heter Nalle Puh Winnie-the-Pooh, och den svenska översättningen gjordes av Brita af Geijerstam och Britt G. Hallqvist (dikter).
Allan Edwall sjöng och läste upp en del Nalle Puh-sagor med bakgrundsmusik av Bengt Hallberg i slutet på 1960-talet och i mitten av 1970-talet.
| ” | "Jag har fått en bra idé", sa Puh till slut. "Men antagligen är det inte så mycket med den". "Antagligen inte", sa Ior. | „ |

Nalle Puh har censurerats online i Kina efter att invånare där menat att han liknar Kinas högste ledare Xi Jinping, och använt sig av likheten i skämtsamma och/eller regeringskritiska budskap.

## Originalböckerna om Nalle Puh
- 1926 – Winnie the Pooh (Nalle Puh, översättning: Brita af Geijerstam, 1930)
- 1928 – The House at Pooh Corner (Nalle Puhs hörna, översättning: Brita af Geijerstam, 1933)